# 펌프킨시드
펌프킨시드는 농어목 검정우럭과의 물고기이다.

## 특징

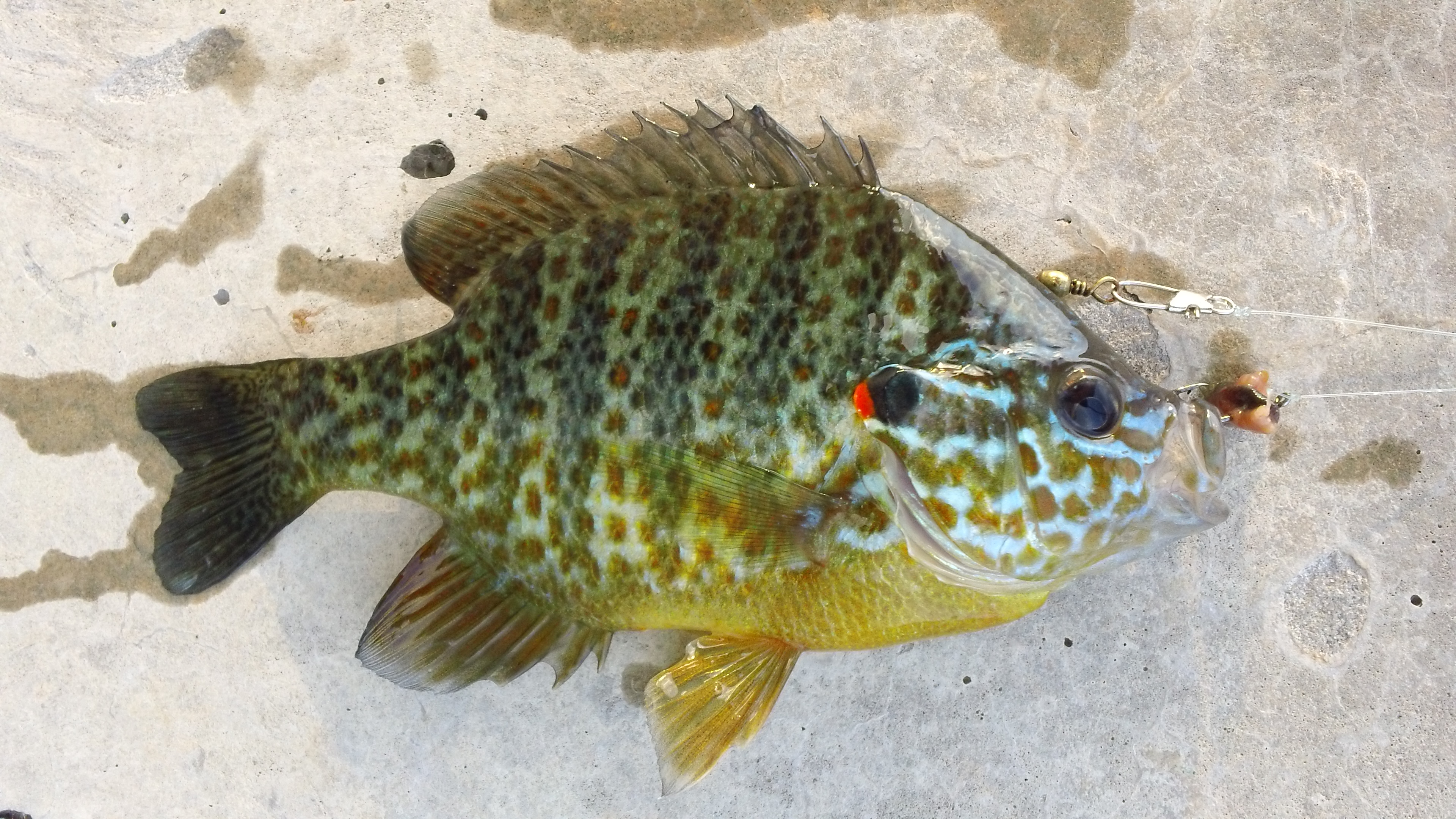

펌프킨피시의 몸길이는 일반적으로 10cm이지만 최대 40cm까지 자랄수 있다. 몸무게는 일반적으로 450g 미만이며 세계 기록은 620g이다. 몸의 색깔은 주황색, 녹색, 노란색 또는 파란색이며 옆구리와 뒷면에 얼룩무늬가 있다. 가슴과 배는 노란색은 띤 주황색이다. 펌프킨시드의 빗비늘 색깔은 모든 담수어 중에서 가장 활발하며 올리브색 또는 갈색에서 밝은 주황색과 파란색에 이르기까지 다양하다. 측면은 연한 녹색 또는 파란색의 세로 막대로 덮여있으며, 일반적으로 암컷 펌프킨시드에게서 더 많다. 주황색 반점은 등쪽, 항문 및 꼬리지느러미를 덮을 수 있으며 뺨에는 파란색 줄이 있다. 펌프킨시드의 가슴지느러미는 호박색이거나 밝은색인 반면, 등쪽은 검은색이다.
펌프킨시드는 파랑볼우럭과 매우 유사하며 동일한 서식지에서 종종 발견된다. 두 품종 사이에서 한가지 차이점은 아가미 덮개이다. 아가미 덮개는 2가지 품종에서 모두 검은색이지만 펌프킨시드는 아가미 덮개의 뒷면 부분에 반달 모양의 진홍색 반점이 있다. 펌프킨시드는 파랑볼우럭보다 몸색깔이 더 옅고 옆면에 7개 또는 8개의 불규칙한 무늬가 있다.